# Трупіал
Трупіа́л (Icterus) — рід горобцеподібних птахів родини трупіалових (Icteridae). Представники цього роду мешкають в Америці — від південної Канади до Бразилії і Аргентини, а також на Карибах.

## Опис
Трупіали — невеликі і середнього розміру птахи, середня довжина яких становить 15-27 см, а вага — 21-88 г. Самці трупіалів мають переважно чорно-жовте або чорно-оранжеве забарвлення, самиці і молоді птахи мають тьмяніше забарвлення. Дзьоби у них тонкі, загострені, дещо вигнуті, пристосовані до ловлі комах. Також трупіали живляться плодами і нектаром, деякі види є шкідниками садів. Деякі північноамериканські види взимку мігрують на південь, субтропічні і тропічні види є осілими. Під час сезону розмноження трупіали формують стійкі пари. Їхні гнізда являють собою плетені, видовженої форми мішечки, вони часто розміщуються поблизу водойм, оскільки там є більше комах, якими трупіали годують пташенят. У північноамериканських видів в кладці зазвичай від 4 до 6 яєць, у тропічних видів — 2 яйця.

## Види
Виділяють 33 види:
- Трупіал пальмовий (Icterus parisorum)
- Трупіал чорнокрилий (Icterus chrysater)
- Трупіал чорноголовий (Icterus graduacauda)
- Трупіал білокрилий (Icterus leucopteryx)
- Трупіал юкатанський (Icterus auratus)
- Трупіал чорноволий (Icterus gularis)
- Трупіал цитриновий (Icterus nigrogularis)
- Трупіал золотощокий (Icterus bullockii)
- Трупіал вогнистоголовий (Icterus pustulatus)
- Трупіал чорноспинний (Icterus abeillei)
- Трупіал балтиморський (Icterus galbula)
- Трупіал жовтохвостий (Icterus mesomelas)
- Трупіал плямистоволий (Icterus pectoralis)
- Трупіал еквадорський (Icterus graceannae)
- Трупіал бразильський (Icterus jamacaii)
- Трупіал венесуельський (Icterus icterus)
- Трупіал пломенистий (Icterus croconotus)
- Трупіал жовточеревий (Icterus maculialatus)
- Трупіал чорногузий (Icterus wagleri)
- Трупіал масковий (Icterus cucullatus)
- Трупіал банановий (Icterus prosthemelas)
- Трупіал садовий (Icterus spurius)
- Трупіал веракрузький (Icterus fuertesi)
- Трупіал кубинський (Icterus melanopsis)[7][8][9]
- Трупіал багамський (Icterus northropi)[7][8][9]
- Трупіал мартиніцький (Icterus bonana)
- Трупіал пуерто-риканський (Icterus portoricensis)[7][8][9]
- Трупіал монсератський (Icterus oberi)
- Трупіал санта-лусійський (Icterus laudabilis)
- Трупіал антильський (Icterus dominicensis)
- Трупіал золотоголовий (Icterus auricapillus)
- Трупіал червоноплечий (Icterus pyrrhopterus)[10][11][7]
- Трупіал жовтоплечий (Icterus cayanensis)

Відомий також викопний представник цього роду — Icterus turmalis, рештки якого були знайдені на північному заході Перу і який вимер в голоцені. Імовірно, він супроводжував стада плейстоценової мегафауни|en|Pleistocene megafauna}} і вимер після скорочння їх популяцій.

## Етимологія
Наукова назва роду Icterus походить від лат. icterus — вивільга (від дав.-гр. ικτερος — невідомий птах, імовірно вивільга, зір якого мав лікувати від жовтяниці).